# Мерцедес-Бенц серија 107
Мерцедес-Бенц серија 107 (СЛ, СЛЦ) је најдуже произвођен модел произвођача Мерцедес-Бенц и један од најдуже произвођених модела на свету. За 18 година (1971—1989) произведено је преко 210000 примерака, од тога око 62000 као продужена верзија СЛЦ.

## Историја
СЛ моделу је претходила серија 113 а заменила га је серија 129. СЛЦ модел нема јасног наследника или претходника. Овај модел је концепцијски наследио серију 108-109 купе а замењен је купе верзијом серије 126 (СЕЦ).
Серија 107 је заснована на шасији средње величине серије 114 која је прилагођена да може да прими моторе већих запремина. Многе иновације које су се показале успешним су пренесене на касније серије: 126, 124 и 129.
Постоје два разобља у производњи мотора за ову серију. Првобитни мотор је био 3,5l (350) за којим следи 4,5l (450) и 2,8l (280). Ово су били мотори са блоком од ливеног гвожђа. Почевши од 1980. године нови мотори су били 3,8l (380), 5l (500) (и 5,6l (560) за тржиште САД и Аустралије) а пред крај производње и мотори 3l (300) и 4,2l (420). У другом разобљу мотори су били са блоком од легуре алуминијума. Мотори 280 и 300 су били редни 6-цилиндарски а сви остали такозвани В са 8 цилиндра.
СЛЦ верзија је у суштини 25cm дужи СЛ који има седиште пуне величине позади а кров нема могућност скидања. СЛЦ је једини луксузни купе који није заснован на С класи већ на СЛ. Првобитна намена је била да створи конкуренцију међу луксузним купеима из тог времена нпр Јагуар Е-тип, Ситроен СМ, БМВ 635 итд.
СЛ је двосед иако поједине верзије имају мини седишта позади а СЛЦ, уз два седишта напред, има још и два пуна седишта позади на која је могуће сместити 2 одрасле особе за краћа путовања, такозвани 2+2 концепт.
Иако је за 18 година претрпео само мале козметичке промене на спољашњости (3 различита спојлера напред, алуминијумски поклопац мотора и пртљажника, спојлер позади), први 350СЛ и последњи 500СЛ су два потпуно различита аутомобила. 350СЛ је, када се појавио у продаји, коштао мало преко 11.000 америчких долара а последњи око 65.000 зато што је опремљеност драстично различита. Сви модели независно од величине мотора су могли да имају сву додатну опрему која је постајала у то време. Основна опрема је у почетку била веома шкрта а касније је скоро сва додатна опрема са почетка осамдесетих постала основна.
Постоје мање варијације у изгледу овог аутомобила за америчко тржиште. Законске одредбе су натерале Мерцедес-Бенц да за ово тржиште преради главна светла и бранике а касније и дода 3 централно стоп светло. Изглед овакве верзије је основа за многе расправе. Две трећине свих произведених аутомобила ове серије су продати у САД.